# رود دژوریچ
رود دژوریچ (انگلیسی: Dzhurich) یک رودخانه در سرزمین پرم کشور روسیه است.